# Gudrun Zentis

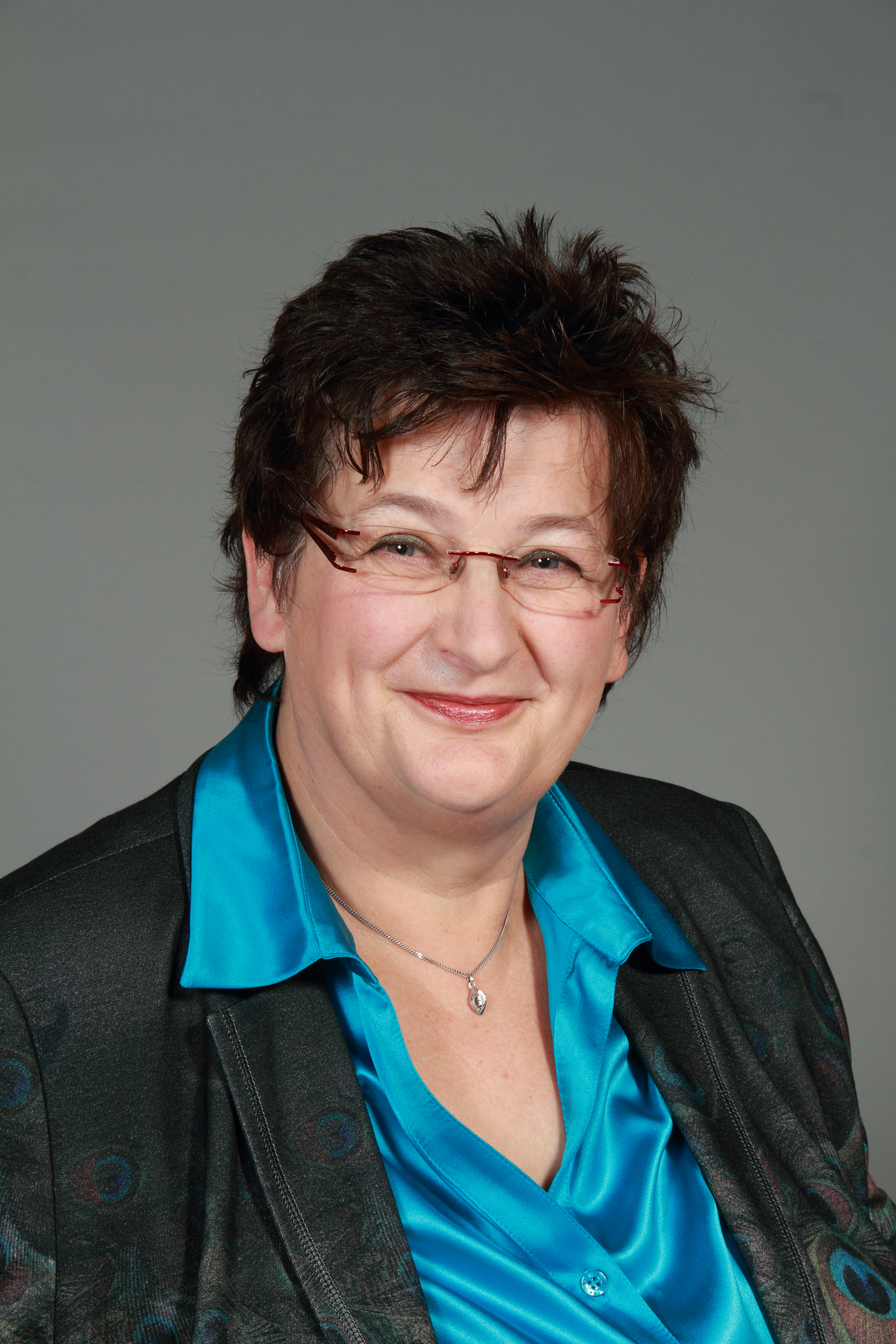
Gudrun Zentis

Gudrun Zentis (* 2. November 1953 in Neuss, gebürtig Gudrun Scholz) ist eine deutsche Politikerin (Bündnis 90/Die Grünen).

## Leben
Zentis war bis zu ihrer Abgeordnetentätigkeit als Diplom-Finanzwirtin in der Finanzverwaltung des Landes Nordrhein-Westfalens tätig. Ihr Studium absolvierte sie an der Fachhochschule für Finanzen Nordrhein-Westfalen in Nordkirchen.
1998 trat Zentis in die Partei Bündnis 90/Die Grünen ein. Von November 1998 bis Januar 2010 war sie im Kreisvorstand der Grünen Düren tätig, davon die ersten sechs Jahre als Schatzmeisterin und fünf Jahre als Vorsitzende. Seit 1999 ist sie im Stadtrat Nideggen, seit 2002 als Fraktionsvorsitzende der Grünen. 1999 wurde Gudrun Zentis auch in den Kreistag des Kreises Düren gewählt. Sie war bis zur Kommunalwahl 2009 stellvertretende Fraktionsvorsitzende, bevor sie 2009 von Oliver Krischer den Fraktionsvorsitz übernahm. Seit 2010 ist Zentis im Regionalrat der Bezirksregierung Köln.
Zentis trat bei der Landtagswahl am 9. Mai 2010 als Direktkandidatin im Landtagswahlkreis Düren II – Euskirchen II an. Auf der Reserveliste wurde sie auf Platz 25 gewählt. Mit Platz 25 der Reserveliste hatte Zentis eine Chance, in den Landtag NRW einzuziehen, wenn die Grünen etwa 11 bis 13 % erreichen (siehe Sainte-Laguë-Verfahren). Sie schaffte 2010 nicht den Sprung in den Landtag. Bei der Landtagswahl in Nordrhein-Westfalen 2012 wurde Zentis über den 25. Listenplatz im Landtagswahlkreis Düren II – Euskirchen II in den 16. Landtag in NRW gewählt. Ihre politischen Schwerpunktthemen ist die Bildungspolitik, insbesondere die Weiterbildung. Dort war sie weiterbildungspolitische Sprecherin ihrer Fraktion sowie Sprecherin für Bergbausicherheit. Bei der Landtagswahl in Nordrhein-Westfalen 2017 errang sie kein Mandat mehr im Landtag.
Zentis war von 1987 bis 1998 im Vorstand der Elterninitiative Nideggen e.V. aktiv. In ihrem Heimatort Nideggen-Abenden ist Zentis seit 2004 im Pfarrgemeinderat Abenden Vorsitzende und war mehrere Jahre im Vorstand der Dorfgemeinschaft tätig.
Zentis wohnt seit 1967 in Nideggen-Abenden, ist verheiratet und hat vier Kinder.